# Moustapha Ould Ahmed Ely
 (juillet 2023).
Mustapha Ely, né le 6 avril 1959 à Nouakchott, (Mauritanie), est Docteur d'État et professeur d'université. Membre de l'organisation internationale pour la langue arabe. Il a  été candidat déclaré à l'élection présidentielle de la République Islamique de Mauritanie de 2007.
Il retira sa candidature en mars 2006 pour protester contre la non-association des Mauritaniens à l'étranger aux élections présidentielles et législatives en Mauritanie.

## Biographie
De son vrai nom Moustapha ould Ahmed Ely est un universitaire, écrivain et chercheur multidisciplinaire (économie, finances publiques, droit, informatique, réseaux et systèmes, technologies du savoir). Il est connu pour ses articles sociopolitiques et économiques sur internet et dans la presse internationale. Il a écrit une vingtaine d'ouvrages dans de nombreuses disciplines (droit, économie, finances publiques, NTIC, littérature, etc). Consultant international, il anime plusieurs groupes de discussion sur Internet. Il a publié notamment : Pour Demain, un ouvrage critique publié à la veille de l'élection présidentielle mauritanienne de 2007 et largement distribué.
Expert auprès d'organisations internationales du système des Nations unies  ancien Directeur du Centre africain de développement des compétences basé à Tunis, professeur à l'Institut des Hautes Études à Tunis et dirige  le cabinet de conseil, d'audit et d'assistance juridiques en Technologies de l'Information et de la Communication (juristic) à Tunis.
Spécialiste de la chaine pénale et des réformes judiciaire ayant servi une vingtaine de pays en Afrique et au Moyen Orient, Il a occupé le poste d'expert judiciaire principal (Key Judicial Expert) pour le projet européen de lutte contre le terrorisme en Afrique du nord et au Moyen orient (CT-MENA Counterterrorism in Middle East and North Africa).
Le professeur Ely Mustapha est gestionnaire de projet professionnel certifié PMP® et membre du Project Management Institute (PMI). Il est aussi certifié SSYB de Six Sigma et Spécialiste certifié en Stratégie, CSP.

## Théories
Théories développées dans ses ouvrages :
La gouvernance inanitionique : gouverner par la faim.
Les voleurs d'âmes : une nouvelle conception des finances publiques.
La gouvernance militaro-féodale: une mécanique du pouvoir.
Le vrai "savant" en Islam : la mal-interprétaion d'une sourate.
L'État sans nation, frein au développement.

## Œuvres
Les ouvrages les plus connus de Mustapha ELY (en arabe, français et anglais) :
Romans :
•	Pour demain. Réflexions politiques. Ed. Booksedition. Paris. 2009.
•	Oualata. Le secret de la Mauritanie Heureuse. Éditions Cultures Croisées. Paris. 2007
•	Le prince Soninké. Ed. Edilivres. Paris. 2017
•	Les sanglots de ma mère: Hommage à la femme au travail. Ed. Booksedition. Paris. 2012
```
 
TIC
 :
```

•   Intelligence artificielle et Droit : la justice pénale -  (ISBN 9798321393888). (Link: https://a.co/d/hrEVVNH)
•	Key Performance Indicators (KPIs) for National Judicial and Security Organs –  (ISBN 979-8399897226) (Link : https://a.co/d/1rLcl2o)
•	Court Management Software: Volume I  -  (ISBN 979-8397384483) (Link : https://a.co/d/91n8rkd)

Finances publiques :
•	La banque centrale de Mauritanie -   (ISBN 979-8329522327) (link: https://a.co/d/hxaQTQO )
•	Finances publiques mauritaniennes: ... en questions & Memento   -  (ISBN 979-8884244450) (link: https://a.co/d/6tvdaT3)
•	La Fiscalité mauritanienne …en questions -   (ISBN 979-8882662461) (link: https://a.co/d/3lfS8oR )
•	Macrofiscalité mauritanienne  -   (ISBN 979-8328054959) ( link:https://a.co/d/bJ7j2YT )
•	La Constitution Mauritanienne: …en questions.  -   (ISBN 979-8880130191) (link: https://a.co/d/6ZzKKuR) 
•	Finances publiques : Introduction comparée et critique. Ed. SAS. 1996. Tunis
•	Management des finances publiques. Ed. IHET 2005. Tunis
•	Fiscalité. Ed. IHET. 2006
•	Finances publiques. Ed. IHET  2005
•	Introduction aux Finances publiques. Ed. Booksedition. Paris. 2009
•	Méthodes et outils des finances publiques Ed. Booksedition. Paris. 2009.
```
Ouvrages d'analyse politique
```

•	La Mauritanie expliquée aux nuls …et aux autres.  -  (ISBN 979-8387819261) ( link: https://a.co/d/b6b596L )
•	Manuel à l’usage de ceux qui veulent prendre le pouvoir…et y rester. -   (ISBN 979-8394568664) - (link : https://a.co/d/3xJuh8s )
•	De Sidioca à Ghazouani. 20 ans de critique de la gouvernance mauritanienne.: Livre I - Sidioca Un soufi chez les loups  -  (ISBN 979-8871218358) (link : https://a.co/d/4yhE9qh )
•	De Sidioca à Ghazouani 20 ans de critique de la gouvernance mauritanienne: AZIZ. L’Alter Ego.  (ISBN 979-8336525755) (link : https://a.co/d/aJXEKpj)

En anglais
•	A day of a terrorist  (ISBN 979-8854826655) (link: https://a.co/d/4yc1LQ4)
•	The Sobs of my Mother - Tribute to the woman at work - Smashwords ed. 2012
En arabe
أفلا يعقلون- قوافل في ترحال العقل - نونس - 2019
كيف أرى الإسلام- مقالات عقلانية في العقيدة - تونس - 2021

## Interventions, conférences
- Intervention récente devant le congrès des ministères publics des pays africains et arabes au Caire En Égypte .

-  خطاب في افتتاح مؤتمر النيابات العامة للدول العربية والأفريقية. القاهرة.
- Speech at the opening of the conference of public prosecutors of Arab and African countries. Cairo.
Lien : Conférence NOVEMBRE 2021